# Canoagem nos Jogos Olímpicos de Verão de 2020 - K-2 500 m feminino
A competição do K-2 500 metros feminino da canoagem nos Jogos Olímpicos de Verão de 2020 ocorreu nos dias 2 e 3 de agosto de 2021 no Sea Forest Waterway, em Tóquio. Um total de 40 canoístas de 16 Comitês Olímpicos Nacionais (CON) participaram do evento.

## Qualificação
Cada CON poderia qualificar apenas um barco, mas poderia inscrever até dois se tivesse vagas suficientes no caiaque em outros eventos. Um total de 13 vagas de qualificação estavam disponíveis, inicialmente alocadas conforme o seguinte:
- 6 vagas concedidas através do Campeonato Mundial de Canoagem de Velocidade de 2019;
- 3 vagas concedidas para 3 diferentes continentes (excluindo a Europa) através do Campeonato Mundial, sendo posteriormente disputadas através de torneios continentais;
- 1 vaga concedida através de um torneio continental europeu.

As vagas de qualificação foram concedidas ao CON, não às canoístas que conquistram a vaga.
Os 6 melhores barcos utilizaram apenas 5 das 12 vagas disponíveis; as outras 7 foram realocadas para o K-4. Após o processo de realocação do K-4, 3 vagas foram realocadas para o K-2. Isto foi suficiente para qualificar a China, utilizando duas daquelas vagas, porém a Áustria não conseguiu qualificação pela realocação, pois precisava de 2 vagas e apenas 1 restava. A vaga foi realocada posteriormente para o K-1 500 metros.
As três vagas continentais foram realocadas para Oceania (Nova Zelândia), Américas (Canadá), e África (África do Sul); a Ásia teve a equipe de pior classificação (Uzbequistão). Os torneios continentais foram vencidos por Tunísia, Alemanha e Austrália; a vaga das Américas foi realocada para o Campeonato Mundial, após o cancelamento do torneio continental.

## Formato
A canoagem de velocidade utiliza um formato de quatro fases para eventos com pelo menos 11 barcos, com eliminatórias, quartas de final, semifinais e finais. Os detalhes para cada fase dependem de quantos barcos estejam inscritos para a competição.
O percurso é um trajeto de águas planas com 9 metros de largura. O nome do evento descreve o formato particular da canoagem de velocidade. O formato "K" significa um caiaque (kayak, em inglês), na qual o canoísta fica sentado e utiliza dois remos e tem um leme operado pelo pé (em oposição a canoa, em que o canoísta fica ajoelhado e utiliza um único remo para remar e dirigir). O "2" é o número de canoístas em cada barco. Os "500 metros" são a distância da prova.

## Calendário
Horário local (UTC+9)
| Dia         | Horário | Fase             |
| ----------- | ------- | ---------------- |
| 2 de agosto | 11:10   | Eliminatórias    |
| 2 de agosto | 13:10   | Quartas de final |
| 3 de agosto | 10:25   | Semifinal        |
| 3 de agosto | 12:40   | Final            |

## Medalhistas
| Ouro   | NZL Lisa Carrington e Caitlin Regal |
| Prata  | POL Karolina Naja e Anna Puławska   |
| Bronze | HUN Danuta Kozák e Dóra Bodonyi     |

## Resultados

### Eliminatórias
O evento começou com as eliminatórias em 2 de agosto de 2021. Os dois primeiros barcos em cada bateria avançam diretamente para as semifinais e os restantes para as quartas de final.

#### Eliminatória 1
| Pos. | Raia | Canoísta                                 | CON         | Tempo    | Notas |
| ---- | ---- | ---------------------------------------- | ----------- | -------- | ----- |
| 1    | 6    | Danuta Kozák Dóra Bodonyi                | HUN Hungria | 1:45.735 | SF    |
| 2    | 3    | Kira Stepanova Varvara Baranova          | ROC         | 1:47.874 | SF    |
| 3    | 5    | Ana Roxana Lehaci Viktoria Schwarz       | AUT Áustria | 1:48.220 | QF    |
| 4    | 4    | Liudmyla Kuklinovska Anastasiia Todorova | UKR Ucrânia | 1:50.733 | QF    |
| 5    | 2    | Afef Ben Ismail Khaoula Sassi            | TUN Tunísia | 2:05.770 | QF    |

#### Eliminatória 2
| Pos. | Raia | Canoísta                       | CON               | Tempo    | Notas |
| ---- | ---- | ------------------------------ | ----------------- | -------- | ----- |
| 1    | 5    | Karolina Naja Anna Puławska    | POL Polônia       | 1:44.606 | SF    |
| 2    | 4    | Manon Hostens Sarah Guyot      | FRA França        | 1:45.533 | SF    |
| 3    | 3    | Li Dongyin Zhou Yu             | CHN China         | 1:45.831 | QF    |
| 4    | 2    | Alicia Hoskin Teneale Hatton   | NZL Nova Zelândia | 1:49.832 | QF    |
| 5    | 6    | Jaime Roberts Jo Brigden-Jones | AUS Austrália     | 1:52.097 | QF    |

#### Eliminatória 3
| Pos. | Raia | Canoísta                              | CON              | Tempo    | Notas |
| ---- | ---- | ------------------------------------- | ---------------- | -------- | ----- |
| 1    | 6    | Tamara Csipes Erika Medveczky         | HUN Hungria      | 1:42.776 | SF    |
| 2    | 4    | Volha Khudzenka Maryna Litvinchuk     | BLR Bielorrússia | 1:43.377 | SF    |
| 3    | 2    | Caroline Arft Sarah Brüßler           | GER Alemanha     | 1:48.058 | QF    |
| 4    | 5    | Špela Ponomarenko Janić Anja Osterman | SLO Eslovênia    | 1:48.509 | QF    |
| 5    | 3    | Julie Funch Bolette Nyvang Iversen    | DEN Dinamarca    | 1:52.730 | QF    |

#### Eliminatória 4
| Pos. | Raia | Canoísta                              | CON               | Tempo    | Notas |
| ---- | ---- | ------------------------------------- | ----------------- | -------- | ----- |
| 1    | 3    | Lisa Carrington Caitlin Regal         | NZL Nova Zelândia | 1:43.836 | SF    |
| 2    | 4    | Sabrina Hering-Pradler Tina Dietze    | GER Alemanha      | 1:44.894 | SF    |
| 3    | 2    | Alyssa Bull Alyce Wood                | AUS Austrália     | 1:45.499 | QF    |
| 4    | 5    | Hermien Peters Lize Broekx            | BEL Bélgica       | 1:48.137 | QF    |
| 5    | 6    | Alanna Bray-Lougheed Madeline Schmidt | CAN Canadá        | 1:49.776 | QF    |

### Quartas de final
Nas quartas de final, realizadas em 2 de agosto de 2021, os quatro primeiros barcos em cada bateria avançam para as semifinais e os restantes foram eliminados.

#### Quartas de final 1
| Pos. | Raia | Canoísta                           | CON               | Tempo    | Notas |
| ---- | ---- | ---------------------------------- | ----------------- | -------- | ----- |
| 1    | 6    | Hermien Peters Lize Broekx         | BEL Bélgica       | 1:47.649 | SF    |
| 2    | 4    | Caroline Arft Sarah Brüßler        | GER Alemanha      | 1:48.450 | SF    |
| 3    | 5    | Ana Roxana Lehaci Viktoria Schwarz | AUT Áustria       | 1:49.777 | SF    |
| 4    | 3    | Alicia Hoskin Teneale Hatton       | NZL Nova Zelândia | 1:50.507 | SF    |
| 5    | 7    | Julie Funch Bolette Nyvang Iversen | DEN Dinamarca     | 1:52.678 |       |
| 6    | 2    | Afef Ben Ismail Khaoula Sassi      | TUN Tunísia       | 2:10.979 |       |

#### Quartas de final 2
| Pos. | Raia | Canoísta                                 | CON           | Tempo    | Notas |
| ---- | ---- | ---------------------------------------- | ------------- | -------- | ----- |
| 1    | 6    | Špela Ponomarenko Janić Anja Osterman    | SLO Eslovênia | 1:46.929 | SF    |
| 2    | 4    | Alyssa Bull Alyce Wood                   | AUS Austrália | 1:47.057 | SF    |
| 3    | 5    | Li Dongyin Zhou Yu                       | CHN China     | 1:47.471 | SF    |
| 4    | 2    | Jaime Roberts Jo Brigden-Jones           | AUS Austrália | 1:50.325 | SF    |
| 5    | 7    | Alanna Bray-Lougheed Madeline Schmidt    | CAN Canadá    | 1:51.862 |       |
| 6    | 3    | Liudmyla Kuklinovska Anastasiia Todorova | UKR Ucrânia   | 1:53.184 |       |

### Semifinais
Nas semifinais, realizadas em 3 de agosto de 2021, os quatro primeiros barcos em cada bateria avançam para a final A e os restantes para a final B.

#### Semifinal 1
| Pos. | Raia | Canoísta                              | CON               | Tempo    | Notas |
| ---- | ---- | ------------------------------------- | ----------------- | -------- | ----- |
| 1    | 4    | Danuta Kozák Dóra Bodonyi             | HUN Hungria       | 1:37.912 | FA    |
| 2    | 5    | Tamara Csipes Erika Medveczky         | HUN Hungria       | 1:38.446 | FA    |
| 3    | 3    | Manon Hostens Sarah Guyot             | FRA França        | 1:38.632 | FA    |
| 4    | 6    | Sabrina Hering-Pradler Tina Dietze    | GER Alemanha      | 1:38.954 | FA    |
| 5    | 8    | Li Dongyin Zhou Yu                    | CHN China         | 1:39.404 | FB    |
| 6    | 7    | Caroline Arft Sarah Brüßler           | GER Alemanha      | 1:39.421 | FB    |
| 7    | 1    | Alicia Hoskin Teneale Hatton          | NZL Nova Zelândia | 1:44.119 | FB    |
|      | 2    | Špela Ponomarenko Janić Anja Osterman | SLO Eslovênia     | DNF      |       |

#### Semifinal 2
| Pos. | Raia | Canoísta                           | CON               | Tempo    | Notas  |
| ---- | ---- | ---------------------------------- | ----------------- | -------- | ------ |
| 1    | 5    | Lisa Carrington Caitlin Regal      | NZL Nova Zelândia | 1:36.724 | OB, FA |
| 2    | 7    | Alyssa Bull Alyce Wood             | AUS Austrália     | 1:37.109 | FA     |
| 3    | 6    | Volha Khudzenka Maryna Litvinchuk  | BLR Bielorrússia  | 1:37.198 | FA     |
| 4    | 4    | Karolina Naja Anna Puławska        | POL Polônia       | 1:37.219 | FA     |
| 5    | 2    | Hermien Peters Lize Broekx         | BEL Bélgica       | 1:39.046 | FB     |
| 6    | 8    | Ana Roxana Lehaci Viktoria Schwarz | AUT Áustria       | 1:39.497 | FB     |
| 7    | 3    | Kira Stepanova Varvara Baranova    | ROC               | 1:42.069 | FB     |
| 8    | 1    | Jaime Roberts Jo Brigden-Jones     | AUS Austrália     | 1:42.092 | FB     |

### Finais
Nas finais, realizadas em 3 de agosto de 2021, os barcos participantes da final A disputaram as medalhas e os da final B para ficar entre a 9ª e a 15ª colocação.

#### Final A
| Pos.              | Raia | Canoísta                           | CON               | Tempo    | Notas |
| ----------------- | ---- | ---------------------------------- | ----------------- | -------- | ----- |
| Medalha de ouro   | 4    | Lisa Carrington Caitlin Regal      | NZL Nova Zelândia | 1:35.785 | OB    |
| Medalha de prata  | 8    | Karolina Naja Anna Puławska        | POL Polônia       | 1:36.753 |       |
| Medalha de bronze | 5    | Danuta Kozák Dóra Bodonyi          | HUN Hungria       | 1:36.867 |       |
| 4                 | 3    | Tamara Csipes Erika Medveczky      | HUN Hungria       | 1:37.114 |       |
| 5                 | 6    | Alyssa Bull Alyce Wood             | AUS Austrália     | 1:37.412 |       |
| 6                 | 2    | Volha Khudzenka Maryna Litvinchuk  | BLR Bielorrússia  | 1:37.647 |       |
| 7                 | 7    | Manon Hostens Sarah Guyot          | FRA França        | 1:40.329 |       |
| 8                 | 1    | Sabrina Hering-Pradler Tina Dietze | GER Alemanha      | 1:42.406 |       |

#### Final B
| Pos. | Raia | Canoísta                           | CON               | Tempo    | Notas |
| ---- | ---- | ---------------------------------- | ----------------- | -------- | ----- |
| 9    | 4    | Hermien Peters Lize Broekx         | BEL Bélgica       | 1:38.475 |       |
| 10   | 5    | Li Dongyin Zhou Yu                 | CHN China         | 1:39.790 |       |
| 11   | 3    | Caroline Arft Sarah Brüßler        | GER Alemanha      | 1:39.953 |       |
| 12   | 6    | Ana Roxana Lehaci Viktoria Schwarz | AUT Áustria       | 1:40.007 |       |
| 13   | 8    | Jaime Roberts Jo Brigden-Jones     | AUS Austrália     | 1:41.073 |       |
| 14   | 7    | Alicia Hoskin Teneale Hatton       | NZL Nova Zelândia | 1:41.121 |       |
| 15   | 2    | Kira Stepanova Varvara Baranova    | ROC               | 1:44.054 |       |

Legenda
| Recorde mundial      | Recorde mundial (World record)               |                       | Recorde africano                      | Recorde africano (African) |                                           | Q | Classificado por posição (Qualified) |
| Recorde olímpico     | Recorde olímpico (Olympic record)            | Recorde da América    | Recorde da América (Americas)         | q                          | Classificado por melhor tempo (Qualified) |   |                                      |
| Melhor marca do ano  | Melhor marca do ano (World leading)          | Recorde asiático      | Recorde asiático (Asian)              | DNS                        | Não largou (Did not start)                |   |                                      |
| Recorde nacional     | Recorde nacional (National record)           | Recorde europeu       | Recorde europeu (European)            | DNF                        | Não terminou (Did not finish)             |   |                                      |
| Recorde pessoal      | Recorde pessoal do atleta (Personal best)    | Recorde da Oceania    | Recorde da Oceania (Oceania)          | DSQ / DQ                   | Desclassificado (Disqualified)            |   |                                      |
| Recorde da temporada | Recorde da temporada do atleta (Season best) | Recorde sul-americano | Recorde sul-americano (South America) | NM                         | Sem marca (No mark)                       |   |                                      |